# Monasterio de Aladzha
El Monasterio de Aladzha (Búlgaro: Аладжа манастир) es un complejo medieval de la  Iglesia ortodoxa búlgara y un monasterio cueva en el noreste de Bulgaria, a 17 km al norte de Varna y a 3 km al oeste del complejo de playa Arenas doradas, en un bosque protegido en el área adyacente al Parque natural de Arenas doradas.
Las cuevas del monasterio fueron talladas en un acantilado vertical de roca cárstica de 25 metros de alto cerca del filo superior de la llanura de Franga sobre muchos niveles. El complejo también incluye dos pequeñas y cercanas catacumbas.
Dedicado a la Sagrada Trinidad, se trató de un activa comunidad monástica hesicaista del Segundo Imperio Búlgaro activa desde el siglo XII hasta quizás el siglo XVIII al que pudo llegar en activo. En las cercanías, también se encuentra un monasterio cueva del siglo V que ha sido encontrado. 
En un tiempo tan cercano como principios del siglo XX, las boscosas colinas circundantes al monasterio y conocidas como Hachuka (Monte de la Cruz) o Latín, eran contempladas por los habitantes locales como sagradas y habitadas por míticos ctónicos démones guardianes del tesoro, Imri Pop o Rim-Papa .
En la actualidad, la gruta es un popular destino turístico. Su nombre actual aparece al final del periodo de dominación del Imperio otomano. Dicho nombre proviene del turco Alaca y se refiere a los atractivos murales, en la actualidad casi perdidos. El espectáculo de luces se escenifica en verano. 